# Selborne Boome
Christopher Selborne Boome (Somerset West, 16 aprile 1975) è un ex rugbista a 15 sudafricano, già seconda linea di Stormers, Montferrand e Northampton Saints.

## Biografia
Esordiente da professionista negli Stormers nel 1998, debuttò un anno più tardi in Nazionale a Port Elizabeth contro l'Italia.
Inserito nella rosa per la Coppa del Mondo di rugby 1999 dall'allora C.T. Nick Mallett, a causa della frattura a un pollice fu costretto a rinunciare alla competizione; tornato in Nazionale nel 2000, si trasferì in Francia al Montferrand.
Tornato in Sudafrica agli Stormers, prese parte alla Coppa del Mondo di rugby 2003 scendendo in campo in tre incontri; tornò quindi in Europa agli inglesi del Northampton Saints, con i quali rimase fino a febbraio 2006, quando, per un infortunio non recuperabile, fu svincolato in anticipo sulla scadenza del contratto, non essendo in grado di giocare prima di fine torneo.
Tornato nuovamente in Sudafrica agli Stormers nel 2006, ivi chiuse la carriera nel 2008; nel periodo inglese fu invitato in due occasioni a giocare nei Barbarians.

## Palmarès
- Coppe di Francia: 1
Montferrand: 2000-01